# 吉田新一
吉田 新一（よしだ しんいち、1931年 - 2025年3月26日以前）は、日本の児童文学研究者、翻訳家、教育者。立教大学名誉教授、日本女子大学元教授、日本イギリス児童文学会会長、絵本学会会長。日本におけるピーターラビットとビアトリクス・ポター研究の第一人者として、海外児童文学作品の翻訳も精力的に行い、海外児童文学の研究・教育と普及に貢献する。教え子に桂宥子、北野佐久子がいる。

## 人物・経歴
1931年、東京に生まれる。立教大学文学部英米文学科卒業、同大学院文学研究科修了。
立教大学一般教育部教授となり、英米文学を教える。
1960年代後半、立教大学を含む日本の各大学で起こった学園紛争が収束に向かった頃、新カリキュラムの導入が進められるが、吉田の提案によって英米児童文学分野も新たに設けられ、授業を担うこととなる。しかし、当時の日本には翻訳された良質な児童文学が少なく、内容の浅い授業しかできないことから、海外に学びに行くことにした。そこで、石井桃子と出会い、カナダではライブラリアンのリリアン・スミスと会う機会に恵まれ、イギリスのポター研究の第一人者であるレズリー・リンダー、英米文学研究者ブライアン・オルダーソンという、トップの研究者たちと出会うことができた。大学で充実した授業を行うため、吉田は一生懸命勉強した。
子どもの本と出会うきっかけは、これらに遡り、最初の息子が3歳の時に、姉が買い与えた絵本に息子が夢中になる姿を見て衝撃を受けたことにあった。その絵本は姉が適当に買ったものではなく、書店の専門家に子どもが喜ぶ本はどれかと相談して薦めてもらい購入したものと知り、どういう本に子どもは関心を示すか、その原点を知って与えるべきという考えを持つこととなった。
海外での修学を経て、立教大学文学部英米文学科（現・英米文学専修）で講じた吉田は日本における『ピーターラビット』と作者であるビアトリクス・ポター研究の第一人者となり、海外児童文学作品の翻訳も精力的に行うとともに、桂宥子（岡山県立大学名誉教授）や北野佐久子（児童文学研究家）らを育てた。
その後、日本女子大学教授を経て、立教大学名誉教授。日本イギリス児童文学会会長、絵本学会会長などを歴任。軽井沢絵本の森美術館名誉顧問を務めた。
2025年に死去した。

## 著書
- 『イギリス児童文学論：その伝統と特質を探る』（中教出版） 1978
- 『おかしくておかしくて空想的な絵本の愉しみ』（新世紀社） 1981
- 『絵本の魅力 - ビュイックからセンダックまで』（日本エディタースクール出版部） 1984
- 『ジャンル・テーマ別 英米児童文学』（編著、中教出版） 1987
- 『ピーターラビットからの手紙』（共著、求龍堂、求龍堂グラフィックス） 1990
- 『ピーターラビットの世界』（日本エディタースクール出版部） 1994
- 『絵本・物語るイラストレーション』（日本エディタースクール出版部） 1999
- 『アメリカの絵本 - 黄金期を築いた作家たち』（朝倉書店） 2016

## 翻訳
- 『ある上級生』（クレイグ、秋元書房、ジュニアシリーズ145） 1962
- 『聖書物語』（The Story of the Bible、バン・ルーン、ポプラ社、世界の名著16） 1968
- 『宝さがしの子どもたち』（The Story of the Treasure Seekers、ネズビット、福音館書店、福音館古典童話シリーズ12） 1974
- 『都会にきた天才コオロギ』（The Criket in Times Square、ジョージ・セルデン(George Selden)、学習研究社、世界の傑作童話13） 1974、てのり文庫（学習研究社） 1989
- 『農夫ジャイルズの冒険』（トールキン、研究社出版、英米児童文学選書 27） 1975
- 『トールキン小品集』（トールキン、猪熊葉子・早乙女忠共訳、評論社） 1975
- 『クリスマス・キャロル』（ディケンズ、国土社、国土社版 世界の名作2） 1977
- 『黄金の鍵』（The Golden Key、マクドナルド、月刊ペン社、妖精文庫8） 1977、ちくま文庫 1988
- 『トム・チット・トット』（Tom Tit Tot、ジェイコブズ、小学館、世界のメルヘン絵本10） 1978
- 『ねらわれたチョコレートケーキ』（Grandfather's Cake、デビッド・マクフェイル(David M McPhail)文・絵、国土社） 1980
- 『オーラのたび』（OLA、ドーレア夫妻(Ingri & Edgar Parin d'Aulaire)、福音館書店、世界傑作絵本シリーズ - アメリカの絵本） 1983
- 『ドリトル先生航海記』（ロフティング、ぎょうせい） 1983
- 『タッカーのいなか』（Tucker's Countryside、ジョージ・セルデン、評論社、児童図書館・文学の部屋） 1984、てのり文庫（学習研究社） 1989
- 『おもいでのクリスマスツリー』（The Year of the Perfect Christmas Tree、グロリア・ヒューストン(Gloria Houston)文、バーバラ・クーニー(Barbara Cooney)絵、ほるぷ出版） 1991
- キャサリン・ブリッグズ『妖精事典』平野敬一、井村君江、三宅忠明共訳、冨山房 1992、新装版2024
- 『娘たちのマザーグース』（The April Baby's Book of Tunes、メアリー・アネット・ラッセル(Mary Annette Russell)文、ケイト・グリーナウェイ絵、桂宥子共訳、立風書房、幻の絵本館8） 1993
- 『6ペンスの唄をうたおう：イギリス絵本の伝統とコールデコット』（Sing a song for sixpence、ブライアン・オルダーソン(Brian Alderson)、日本エディタースクール出版部） 1999
- 『ビアトリクス・ポター：描き、語り、田園をいつくしんだ人』（ジュディ・テイラー(Judy Taylor Hough)、福音館書店）2001
- 『素顔のビアトリクス・ポター：<ピーターラビット>の作家』（エリザベス・バカン(Elizabeth Buchan) 、絵本の家） 2001
- 『ランドルフ・コールデコットの生涯と作品：現代絵本の父』（Randolph Caldecott and the story of the Caldecott Medal、ジョン・バンクストン(John Bankston)、絵本の家） 2006
- 『子どもの本  黄金時代の挿絵画家たち』（リチャード・ダルビー(Richard Dalby)、宮坂希美江共訳、西村書店） 2006